# Дёгтев, Пётр Максимович
Пётр Максимович Дёгтев (1918—2003) — сержант Рабоче-крестьянской Красной Армии, участник Великой Отечественной войны, Герой Советского Союза (1944).

## Биография
Пётр Дёгтев родился 19 декабря 1918 года в селе Новосолдатка (ныне — Репьёвский район Воронежской области) в семье крестьянина. Окончил семь классов школы. В 1930—1937 годах Дёгтев работал разнорабочим в совхозе. В 1938 году он был призван на службу в Рабоче-крестьянскую Красную Армию. Участвовал в советско-финской войне, в 1940 году был демобилизован. Проживал в Ленинграде, работал на заводе. В начале Великой Отечественной войны вместе с заводом был эвакуирован в Уфу. В марте 1942 года Дёгтев повторно был призван в армию. К ноябрю 1943 года гвардии сержант Пётр Дёгтев был наводчиком орудия 178-го гвардейского стрелкового полка 60-й гвардейской стрелковой дивизии 6-й армии 3-го Украинского фронта. Отличился во время битвы за Днепр.
26 ноября 1943 года Дёгтев в составе штурмовой группы переправился на западный берег Днепра в районе села Разумовка Запорожского района Запорожской области Украинской ССР. Под массированным вражеским огнём он уничтожил дзот, пулемёт и противотанковое ружьё противника, способствовав успешному захвату плацдарма. Когда противник предпринял против окопавшихся на плацдарме советских подразделений контратаку тремя танками и двумя батальонами пехоты, Дёгтев подбил один из танков, заставив повернуть назад остальные. Действия Дёгтева способствовали удержанию плацдарма до подхода основных сил.
Указом Президиума Верховного Совета СССР от 22 февраля 1944 года за «образцовое выполнение боевых заданий командования и проявленные мужество и героизм в боях с немецкими захватчиками» гвардии сержант Пётр Дёгтев был удостоен высокого звания Героя Советского Союза с вручением ордена Ленина и медали «Золотая Звезда» за номером 3415.
После окончания войны Дёгтев был демобилизован. Проживал в станице Михайловская Курганинского района Краснодарского края, работал заведующим местным клубом, заместителем директора школы № 29 по хозяйственной части. Последние годы своей жизни провёл в Курганинске. Скончался 11 октября 2003 года.

## Награды
Был также награждён орденами Отечественной войны 1-й и 2-й степени, а также рядом медалями «За отвагу», «За взятие Берлина», «За победу над Германией в Великой Отечественной войне 1941-1945 гг.».